# Phytomyza palpata
Phytomyza palpata är en tvåvingeart som beskrevs av Friedrich Georg Hendel 1920. Phytomyza palpata ingår i släktet Phytomyza och familjen minerarflugor.
Artens utbredningsområde är Österrike. Inga underarter finns listade i Catalogue of Life.